# Metastelma schlechteri
Metastelma schlechteri är en oleanderväxtart som beskrevs av Macbride. Metastelma schlechteri ingår i släktet Metastelma och familjen oleanderväxter. Inga underarter finns listade i Catalogue of Life.